# Introjektion
Unter Introjektion (von lateinisch intro = ‚hinein‘, ‚herein‘ und iacere = ‚werfen‘) versteht man in der Psychologie die Aufnahme und Verinnerlichung unverarbeiteter, meist aversiver äußerer Realitäten, fremder Anschauungen, Motive, Werte und Normen etc. in das eigene Ich, die, im Unterschied zur Identifikation, einen unreiferen, unangepassten und tiefer in der Ich-Struktur verwurzelten Mechanismus darstellt und meist in der früheren Kindheit stattfindet. Das betreffende Objekt bzw. die betreffenden Objektqualitäten werden auch als Introjekt bezeichnet.
Der Begriff stammt ursprünglich aus der Psychoanalyse und beschreibt dort einen Vorgang, der vor allem im Kleinkindalter geschieht und bei dem eine äußere Realität (Objekte, Objektqualitäten) nach dem Vorbild körperlicher Einverleibung in das seelische Innere hineingelangt. Somit stellt Introjektion den zweiten der drei Internalisierungsprozesse (nach der Inkorporation und vor der Identifikation) innerhalb der psychoanalytischen Entwicklungspsychologie dar.

## Herkunft
Der ungarische Psychoanalytiker Sándor Ferenczi prägte den Begriff „Introjektion“ – so veröffentlichte er 1909 seine Arbeit über „Introjektion und Übertragung“ – als symmetrische Entsprechung zum Gegenvorgang der Projektion (Sonderdruck Ferenczi 1910). Ein unliebsamer Inhalt kann demgemäß nicht nur durch Projektion aus dem Psychischen ausgeschlossen und in die äußere Realität versetzt werden, sondern eine äußere Realität kann auch in Form eines „Introjekts“ zum festen Bestandteil der Psyche werden. Für Ferenczi ist Introjektion zunächst das Wesen der „Objektliebe“; im Ausgang vom ursprünglich angenommenen Autoerotismus bzw. (primären) Narzissmus finde durch Hereinnahme äußerer „Objekte“ eine „Ich-Erweiterung“ statt:

„Im Grunde genommen kann der Mensch eben nur sich selbst lieben; liebt er ein Objekt, so nimmt er es in sein Ich auf […] Solches Anwachsen, solche Einbeziehung des geliebten Objektes in das Ich nannte ich Introjektion.“

Sigmund Freud übernahm den Begriff, um die Frühentwicklung des Ich in Abgrenzung von der Außenwelt zu erklären:

„[…] das purifizierte Lust-Ich bildet sich durch Introjektion von allem, was eine Lustquelle darstellt, und durch Projektion von allem nach außen, was Gelegenheit zur Unlust gibt.“

Dementgegen beschreibt Ferenczi 1932 jedoch auch eine Introjektion der Unlustquelle (Introjektion des Angreifers) als wesentliches Moment einer Traumatisierung.

## Allgemeines
Unter Introjektion wird allgemein der Prozess des In-Sich-Aufnehmens von Werten und Normen verstanden, die jemand im Rahmen der Persönlichkeitsentwicklung während seiner Sozialisation verinnerlicht. Werden diese verinnerlichten Pflichten vernachlässigt, empfindet der Mensch ein Schuld- oder Schamgefühl und hat ein schlechtes Gewissen. Introjizierte Normen und Werte werden im Laufe der Entwicklung passiv und ohne eigene freie Entscheidung des Kindes von außen eingegeben, können daher mehr oder weniger von seiner eigenen Persönlichkeit abweichen und im Extremfall konträr dazu stehen. Die Introjektion kann so von der Internalisierung unterschieden werden, bei der Normen und Werte aktiv aufgenommen und durch Assimilation in das Gesamt der Persönlichkeit integriert werden.

## Psychoanalyse
Introjektion stellt im Rahmen der psychoanalytischen Theoriebildung eine Stufe von Internalisierungsprozessen dar. Die Introjektion gilt als eine Vorstufe der reiferen Identifikation, als deren Vorläufer sie betrachtet wird. Sie stammt aus der oralen Phase. Vorstufe der Introjektion ist die Inkorporation. Introjektion bedarf jedoch einer reiferen Form des Ichs als bei der Inkorporation, bei der die Differenzierung zwischen Subjekt und Objekt noch nicht stattgefunden hat. Ihre zugehörigen Objektrepräsentanzen sind ambivalent. Sie sind durch verschiedene libidinöse, aggressive und narzisstische Konflikte verzerrt. Dies zeigt sich besonders bei der projektiven Identifikation. Die unabhängige Objektrealität wird vom Kind zwar schon erkannt, jedoch nicht ohne Ambivalenzen und Ängste. Diese werden dann projektiv abgewehrt. Projektion stellt das Gegenstück zur Introjektion auf der Seite der Externalisierungsprozesse dar. Introjektionen sind – ebenso wie davor schon die Inkorporationen – in der frühen Kindheitsphase notwendig. Treten sie aber im späteren Leben übermäßig auf, so sind sie Ausdruck eines regressiven Vorgangs verzerrter Objektwahrnehmung. Introjektive (und projektive) Mechanismen spielen bei der Depression und bei der Borderlinestörung eine wichtige Rolle.

## Introjektion in der Gestalttherapie
Das Konzept der „Introjektion“ in der Gestalttherapie ist nicht identisch mit der psychoanalytischen Definition. Frederick und Laura Perls setzen die Assimilation der Introjektion entgegen. Bei der Assimilation verwandelt der Organismus (als Gesamtheit von Körper, Geist und Seele) Neues aus der Umwelt in Eigenes, das er zur Selbsterhaltung und zum Wachstum benötigt. Dabei wird das Neue an der Kontaktgrenze des Organismus mit der Umwelt geprüft, „zerstört“ und umgewandelt, so dass es assimiliert werden kann. Dazu ist positiv verstandene Aggression notwendig. Nicht-brauchbares Material wird nicht übernommen. Fritz und Laura Perls sehen dies in Analogie zum „Kauen“ beim Prozess der Nahrungsaufnahme.
Bei der Introjektion wird das Neue aus der Umwelt ohne Prüfung und Umwandlung als Ganzes in den Organismus aufgenommen, da an der Kontaktgrenze u. a. die Bewusstheit herabgesetzt ist oder völlig fehlt. „Aggressives“ Zerstören und Überprüfen daraufhin, was für den Organismus sinnvoll ist und was nicht, findet nicht statt. Das so entstandene Introjekt bleibt im Organismus ein Fremdkörper. Dieser Prozess wird analog zum Saugen bzw. Schlucken bei der Nahrungsaufnahme verstanden.
An die Stelle des Kontakts mit Neuem tritt bei der Introjektion die „Konfluenz“. Konfluenz bezeichnet einen Zustand an der Kontaktgrenze, bei dem die Bewusstheit herabgesetzt ist oder vollständig fehlt, und/oder bei dem die Kontaktgrenze selbst nicht mehr vorhanden ist.

## Introjektion in der Traumatherapie
In der Traumatherapie spielt das Täterintrojekt eine große Rolle und wird in den verschiedenen Schulen unterschiedlich interpretiert. Während der Traumatisierung bleibt dem Opfer oft nichts anderes übrig, als den Täter als Introjekt in sich aufzunehmen. Das Erleben von Überwältigung, Affektüberschwemmung, Regression und eines kognitiven Unverständnisses hinsichtlich des Geschehens lässt den Betroffenen keine andere Wahl, als dieser Durchbrechung des Reiz- und Abwehrschutzes die bedingungslose Hereinnahme mittels Introjektion folgen zu lassen. Die traumatische Objektbeziehung ist demzufolge ihrer Struktur nach durch beständige wechselhafte Projektions- und Introjektionsvorgänge gekennzeichnet. Diese Struktur vollzieht sich jedoch nicht einseitig, in dem der Aggressor ausschließlich negative Anteile projiziert, die das Opfer introjiziert. Denn daneben raubt der Täter dem Opfer das innere Gute. Das bedeutet, dass der Aggressor das innere Gute des Kindes per Introjektion annektiert: seine Unschuld, sein Vertrauen in sich und die Welt, seine Zufriedenheit, sein Selbstwertgefühl.

### Täterintrojekt
Aus der Botschaft des Aggressors: »Du bist schlecht, verachtenswert«, wird im Verlaufe der Verarbeitung der Introjektion die Selbstsicht: »Ich bin schlecht und damit verachtenswert«. Somit kann das Bindungsobjekt von Realschuld und -scham entlastet werden: es handelt, aus der Sicht des Kindes, nicht aus der eigenen sadistischen oder unlauteren Motiven heraus, sondern aufgrund der selbst zugeschriebenen und nachvollziehbaren Schlechtigkeit und Schamhaftigkeit. Die personifizierte Sichtweise eines Täterintrojekts birgt in späteren Phasen einer aufdeckenden Behandlung die Gefahr, dass Patienten autodestruktiv agieren, um den »inneren Täter« zu bestrafen oder sich seiner zu entledigen. Dann kann es dazu kommen, dass die Betroffenen beispielsweise durch Angriffe gegen das Körperliche, das mit den Introjekten identifiziert wird, versuchen, das Selbst von diesen zu befreien.